# Любен Козлев
Любен Петров Козлев е български минен инженер, професор.

## Биография
Роден е през 1907 година във Враца. От 1927 до 1931 година учи във Висшето минно училище в гр. Леобен, Австрия. През 1934 година се дипломира в Техническото висше училище в Берлин с дипломна работа на тема „Развитие и приложение на механизацията за придвижване на релсови пътища в откритите рудници за кафяви въглища“.
Работи като минен инженер в различни предприятия. От 1953 година преподава във Висшия минно-геоложки институт в София. От 1969 година е професор.
Член е на Съюза на българските инженери и архитекти.
Автор е на учебници, монографии и статии, посветени на каменовъглените мини, организацията в рудната промишленост и други.
Личен архивен фонд „Козлев, Любен Петров“ се съхранява в Държавен архив – София. Съставен е от 70 архивни единици за периода 1927 – 1977 година.

## Награди
- „Отличник на Министерството на химията и металургията“ (1969)[4]
- Медал „25 години народна власт“ (1969)[5]
- Орден „Червено знаме на труда“ (1972)[6]
- Юбилеен медал „25 години Висш минно-геоложки институт (ВМГИ)“ (1978)[7]